# Oides subaenea
Oides subaenea là một loài bọ cánh cứng trong họ Chrysomelidae. Loài này được Jacoby miêu tả khoa học lần đầu tiên vào năm 1886.